# Glad Bugariu
Glad Bugariu (Bucarest, Rumania; 29 de septiembre de 1976) es un entrenador de fútbol de Rumania. Actualmente es el entrenador de Mount Olive Trojans.

## Equipos
| Periodo   | Club                                    |
| --------- | --------------------------------------- |
| 1999–2000 | Meredith Avenging Angels                |
| 2000–2002 | Islas Vírgenes de los Estados Unidos    |
| 2005–2008 | Belmont Abbey Crusaders                 |
| 2008–2012 | South Carolina State Bulldogs (femenil) |
| 2019–2020 | Moldavia U15                            |
| 2021–2022 | UTRGV Vaqueros (femenil)                |
| 2022–2023 | Wake FC                                 |
| 2024-     | Mount Olive Trojans                     |

## Logros

### Club
- UEFA / AFC Under 15 Development Tournament Champion: 2019
- Great West Conference: 2010
- Conference Carolina League: 2005, 2007
- Conference Carolina Tournament: 2005, 2006
- Leeward Islands Under 18 Football Championship: 2001

### Individual
- Mejor récord en la historia de South Carolina State Bulldogs
- Entrenador del Año de la Great West Conference: 2010